# Hot Fun in the Summertime
Hot Fun in the Summertime è una canzone del gruppo pop statunitense Sly and the Family Stone. Composta interamente dal frontman Sly Stone, fu pubblicata come singolo nel 1969 in seguito all'enorme successo accumulato dalla band nel concerto a Woodstock. Nell'autunno dello stesso anno, essa si posizionò al numero 2 della "Billboard Hot 100 pop singles chart" americana e al 3 della "Billboard soul singles chart".
La rivista inglese Rolling Stone collocò il brano al posto 247 della sua lista dei 500 migliori pezzi della storia e fu inoltre nominata da Yahoo! Music e AskMen l'"inno estivo" perfetto.

## Storia
Hot Fun in the Summertime è dedicata al divertimento e ai giochi che si possono provare durante l'estate. Venne pensata per essere inclusa in un album allora in produzione insieme a Everybody Is a Star e Thank You (Falettinme Be Mice Elf Agin) che però non venne mai completato. Perciò, le tre canzoni vennero inserite nell'antologia del 1970 Greatest Hits.
Il b-side del singolo, Fun, è invece un brano proveniente dal terzo disco della band, Life) pubblicato nel 1968.

## Cover
- Hot Fun in the Summertime fu mandata in onda nella trasmissione della HBO del 1981 "The Pee-wee Herman Show".
- Nel 1982 una funk band di nome Dayton ottenne un discreto successo con la cover del pezzo
- La canzone fu ri-registrata dai the Beach Boys per il loro album del 1992 Summer in Paradise. Fu anche pubblicata come singolo, che fu accompagnato da un videoclip
- Una cover fu del brano fu fatta dai The Party, pensata per il loro album del 1992, Free, fu invece pubblicata in The Party's Over...Thanks For Coming del 1993.
- I The Manhattan Transfer pubblicarono una cover (in cui è presente Chaka Khan) di Hot Fun in the Summertime nel 1995.

## Citazioni
- Per la melodia principale della composizione dei Genesis Misunderstanding, pubblicata nel 1980 sull'album Duke, il compositore Phil Collins si rifece al ritornello di Hot Fun in the Summertime.
- I Toto si ispirarono molto alla canzone per la creazione di Hold the Line.

## Formazione
- Sly Stone - voce, pianoforte, e cori
- Rose Stone - cori e Larry Graham
- Freddie Stone - chitarra e cori
- Larry Graham - basso e cori
- Jerry Martini - sassofono tenore
- Cynthia Robinson - tromba
- Greg Errico - batteria